# Cantarellen
Cantarellen är en psalmboksserie för alla men främst "avsedd för ungdom och tonåringar". Boken har getts ut i två upplagor, 1984 och 1997, med olika innehåll. Arbetsgruppen bakom psalmboken har varit ekumenisk.

### Fotnoter
1. ↑  ”Cantarellen 2”. Verbums förlag. 8 mars 1997. Arkiverad från originalet den 6 oktober 2017. https://web.archive.org/web/20171006212057/https://www.verbum.se/52622261-product. Läst 7 oktober 2017.